# Vico Ortiz
Vico Ortiz, född 10 oktober 1991 i San Juan, Puerto Rico, är en amerikansk skådespelare.
Ortiz har bland annat medverkat i TV-serierna The Sex Lives of College Girls och Our Flag Means Death. Hen har även medverkat i filmen What Will Be Here?.

## Filmografi i urval
- 2021–2022 – The Sex Lives of College Girls (TV-serie)
- 2021 – What Will Be Here?
- 2022 – Our Flag Means Death (TV-serie)